# Vantasselite
La vantasselite è un minerale.